# Gijón (stad)
Gijón (in het Asturisch Xixón) is een gemeente in de Spaanse provincie Asturië in de regio Asturië met een oppervlakte van 181,60 km². Het is de hoofdstad van de gelijknamige comarca. De stad staat vooral bekend om een van de grootste havens van Noord-Spanje. In de middeleeuwen en de Romeinse tijd heette de stad Gigia.

## Bezienswaardigheden
- Gijón ligt op de noordelijke route naar Santiago de Compostella. Vele kerken en kapelletjes staan in het teken van de bedevaart naar deze stad.
- In Gijón bevindt zich het Museum van het Asturische Volk (Museo del Pueblo de Asturias), waar allerlei huizen uit de regio zijn ondergebracht. Het Internationaal doedelzakmuseum, opgericht in 1965, is er sinds 1975 ondergebracht en toont doedelzakken uit de gehele wereld.
- Het geboortehuis van de filosoof en staatsman Gaspar Melchor de Jovellanos is ingericht als museum over zijn persoon en zijn tijd, de 18e - 19e eeuw.

## Demografische ontwikkeling
Bron: INE; 1857-2011: volkstellingen
Opm: Bevolkingscijfers in duizendtallen

## Transport

### Snelwegen
De A-8 verbindt met Avilés, Galicië, Santander, Bilbao en de A-66. Vervolgens verbindt de A-66 Gijón met Oviedo en León.

### Spoorwegen
Gijón is dankzij het netwerk van FEVE-treinen verbonden met Oviedo, Avilés, Laviana, Cudillero en Ferrol in Galicië. Bovendien verbindt RENFE Gijon met Madrid, Alicante en Barcelona

### Luchtvaart
De luchthaven van Asturië ligt op 40 km van Gijón.

### Universidad Laboral de Gijón

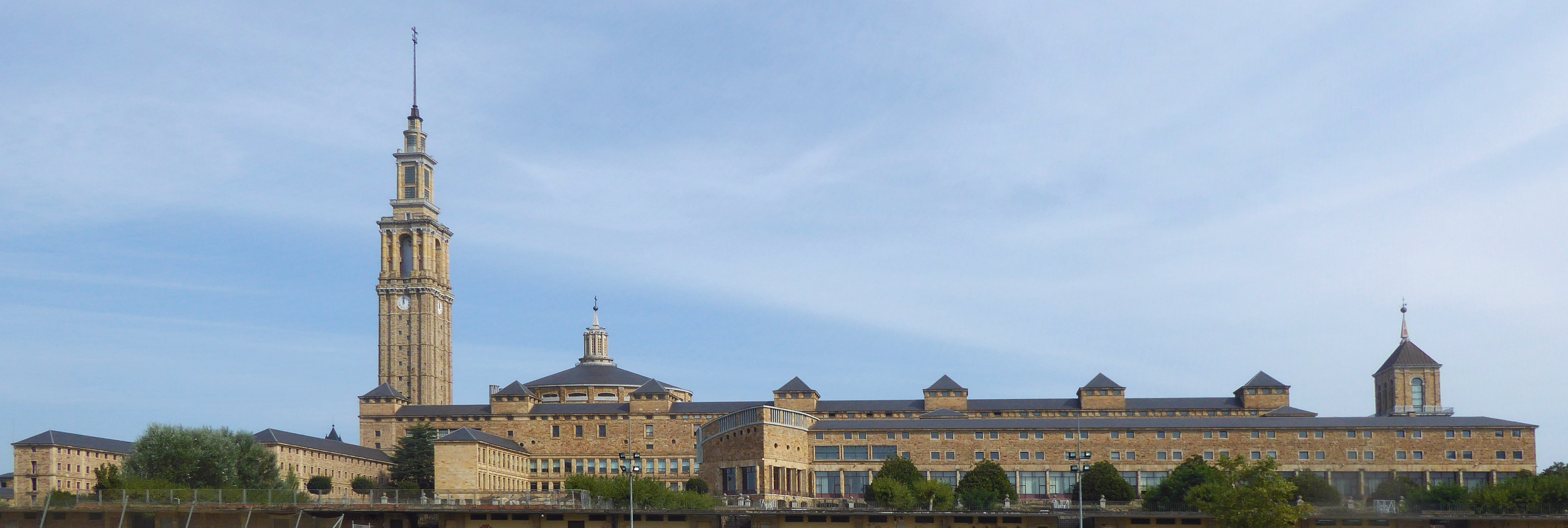
Universidad Laboral de Gijón (gebouwd in 1946-1956)

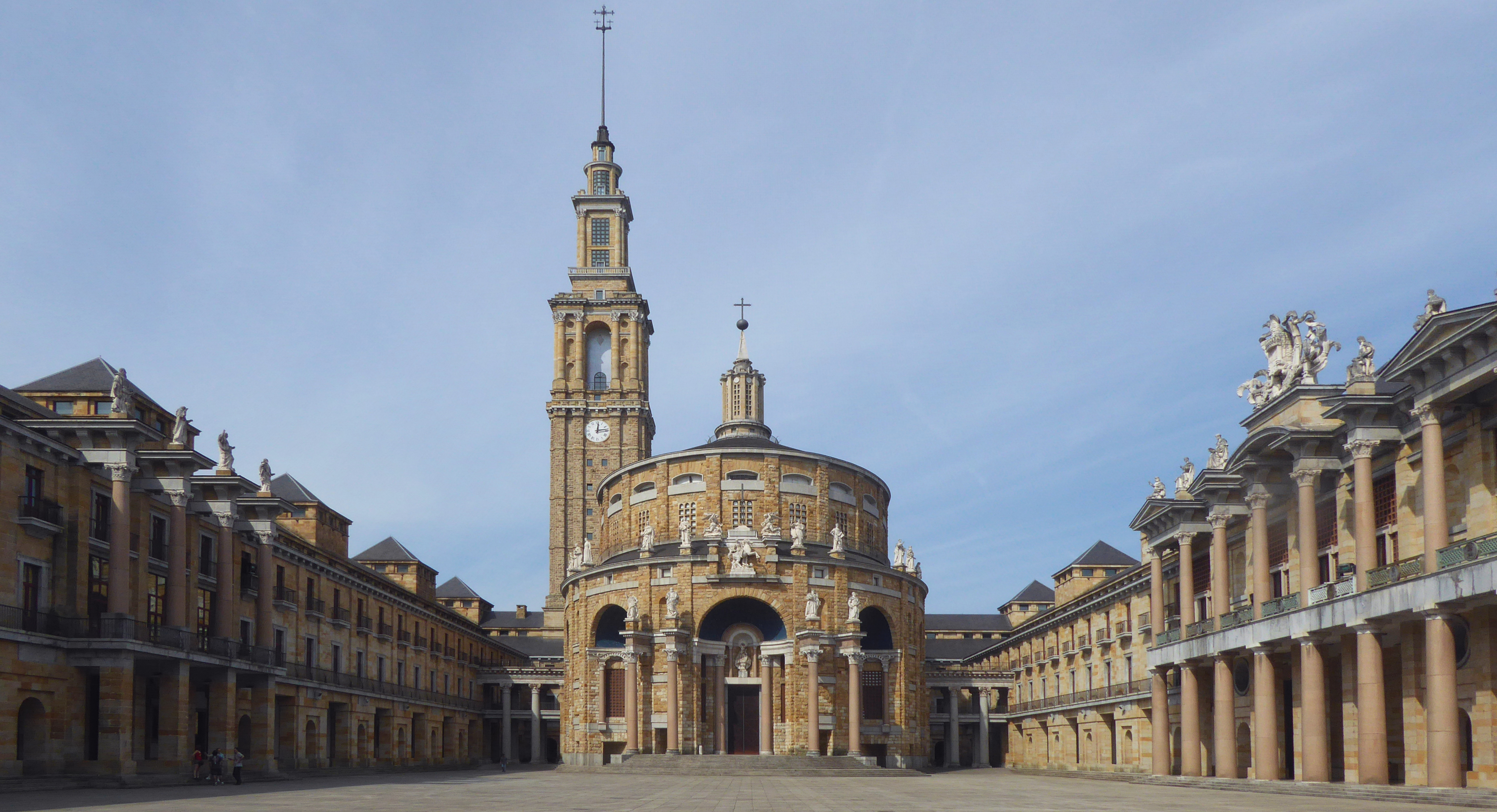
De ronde Kerk binnen Universidad Laboral de Gijón

## Sport
Sporting Gijón is de professionele voetbalclub van Gijón en speelt in het stadion El Molinón. De club speelde meerdere seizoenen op het hoogste Spaanse niveau, de Primera División. Gijón was speelstad voor het WK Voetbal van 1982.
In 2022 en 2023 werd in Gijón een veldrit verreden die meedeed voor de Spaanse Beker veldrijden. In 2023 won Laura Verdonschot bij de vrouwen elite.

## Geboren
- Gaspar Melchor de Jovellanos, verlichtingsfilosoof
- Santiago Carrillo (1915-2012), communistisch politicus
- Benito Floro (1952), voetballer en voetbaltrainer
- Juan Ramón López Muñiz (1968), voetballer en voetbaltrainer
- Abelardo Fernández (1970), voetballer
- José Luis Rubiera (1973), wielrenner
- Luis Enrique (1970), voetballer
- Miguel Ángel Angulo (1977), voetballer
- José Ángel (1989), voetballer
- Borja López (1994), voetballer
- Cristian Rivera (1997), voetballer
- Daniela Álvarez (2001), beachvolleyballer